# Pitohui à ventre clair
Pseudorectes incertus
Espèce
Statut de conservation UICN

 NT  : Quasi menacé
Le Pitohui à ventre clair (Pseudorectes incertus, anciennement Pitohui incertus) est une espèce de passereaux de la famille des Pachycephalidae.

## Répartition
Cette espèce est endémique du sud de l'île de Nouvelle-Guinée.

## Habitat
Son habitat naturel est les forêts humides et les zones de marécages subtropicales ou tropicales.

## Taxinomie
D'après le Congrès ornithologique international, c'est une espèce monotypique.
Les travaux phylogéniques de Jønsson et al. (2008, 2010), Dumbacher et al. (2008) et Norman et al. (2009) montrent que le Pitohui à ventre clair et le Pitohui rouilleux sont apparentés, mais ne sont par contre pas apparentés aux autres espèces du genre Pitohui. Suivant leurs préconisations, le Congrès ornithologique international, dans sa classification de référence (version 3.4, 2013), les déplace dans un genre à part, Pseudorectes Sharpe, 1877.